# رافائيل دوامينا
رافائيل دوامينا (بالإنجليزية: Raphael Dwamena)‏ (12 سبتمبر 1995 في غانا - 11 نوفمبر 2023) هو لاعب كرة قدم غاني في مركز الهجوم. لعب مع نادي ريد بل سالزبورغ ونادي ليفيرينج.
توفي يوم السبت 11 نوفمبر 2023 عن عمر ناهز الثامنة والعشرين في الدقيقة الرابعة والعشرين من مباراة في دوري الدرجة الأولى الألباني بين فريق دوامينا كيه إف إجناتيا وبارتيزاني.

## وصلات خارجية
- رافائيل دوامينا على موقع الاتحاد الأوربي (الإنجليزية)
- رافائيل دوامينا على موقع قاعدة بيانات كرة القدم.إي يو (الإنجليزية)
- رافائيل دوامينا على موقع ليكيب (الفرنسية)
- رافائيل دوامينا على موقع ناشيونال فوتبول تيمز (الإنجليزية)
- رافائيل دوامينا على موقع Soccerway.com (الإنجليزية)
- رافائيل دوامينا على موقع عالم كرة القدم.نت (الإنجليزية)